# Pletori Nepot
Pletori Nepot (en llatí Plaetorius Nepos) va ser un senador romà del segle ii. Formava part de la gens Pletòria, una gens romana d'origen plebeu.
Va ser senador i amic de l'emperador Hadrià, fins al punt que aquest va pensar en fer-lo el seu successor, segons Deli Espartià.